# Стратос Перпероглу
Стратос Перпероглу (грч. Στράτος Περπέρογλου; Драма, 7. август 1984) је бивши грчки кошаркаш. Играо је на позицији крила.

## Клупска каријера
Перпероглу је свој деби у сениорској кошарци имао у дресу Илисијакоса 2002. године. У Илисијакосу је провео две сезоне а затим је прешао у Паниониос, где проводи три сезоне.
Године 2007. долази у Панатинаикос. У Панатинаикосу остаје пуних пет сезона, и за то време осваја четири грчка шампионата, три грчка купа и две Евролиге. У лето 2012. је потписао двогодишњи уговор са Олимпијакосом. Са Олимпијакосом је у сезони 2012/13. освојио Евролигу. Такође је 2013. освојио и Интерконтинентални куп.
У јуну 2014. је потписао двогодишњи уговор са турским Анадолу Ефесом. Са Ефесом је освојио Куп Турске за 2015. годину. Након једне сезоне напушта Ефес и прелази у Барселону, где проводи наредне две сезоне. Као играч Барселоне има освојен Суперкуп Шпаније 2015. године. У сезони 2017/18. био је играч Хапоела из Јерусалима.
Дана 3. августа 2018. године потписао је једногодишњи уговор са Црвеном звездом. Са Црвеном звездом је у сезони 2018/19. освојио прво Суперкуп Јадранске лиге а потом и Јадранску лигу, у којој је уврштен у идеалну петорку. Није учествовао у освајању титуле првака Србије јер као прекобројан странац није лиценциран за такмичење. У Црвеној звезди је провео и сезону 2019/20.
У јулу 2021. је објавио да завршава играчку каријеру.

## Репрезентација
Перпероглу је са репрезентацијом Грчке освојио бронзану медаљу на Европском првенству 2009. у Пољској. Такође је са сениорским тимом наступао на Светском првенству 2010. и на Европским првенствима 2013. и 2015.

## Успеси

### Клупски
- Панатинаикос:
  - Евролига (2): 2009, 2011.
  - Првенство Грчке (4): 2008, 2009, 2010, 2011.
  - Куп Грчке (3): 2008, 2009, 2012.
- Олимпијакос:
  - Евролига (1): 2013.
  - Интерконтинентални куп (1): 2013.
- Анадолу Ефес:
  - Куп Турске (1): 2015.
- Барселона:
  - Суперкуп Шпаније (1): 2015.
- Црвена звезда:
  - Јадранска лига (1): 2018/19.
  - Суперкуп Јадранске лиге (1): 2018.

### Појединачни
- Идеална стартна петорка Јадранске лиге (1): 2018/19.
- Најбоља петорка Првенства Грчке (1): 2007.
- Учесник Ол-стар утакмице Првенства Грчке (6): 2007, 2008, 2009, 2010, 2011, 2014.

### Репрезентативни
- Европско првенство до 18 година :  2002.
- Светско првенство до 19 година :  2003.
- Европско првенство:  2009.

## Статистика
Напомена: Евролига није једино такмичење у којем је играч учествовао, играо је и у домаћим такмичењима
| † | Сезоне у којима је освојио Евролигу |

### Евролига
| Сезона   | Екипа        | ОУ  | СУ  | МПУ  | ПШ%  | 3П%  | СБ%  | СПУ | АПУ | УПУ | БПУ | ППУ | ИПУ |
| -------- | ------------ | --- | --- | ---- | ---- | ---- | ---- | --- | --- | --- | --- | --- | --- |
| 2007–08  | Панатинаикос | 9   | 4   | 9.9  | .485 | .250 | .333 | 1.4 | .7  | .3  | .1  | 3.9 | 3.1 |
| 2008–09† | Панатинаикос | 21  | 19  | 18.2 | .457 | .325 | .783 | 2.4 | 1.0 | 1.0 | .3  | 5.5 | 5.8 |
| 2009–10  | Панатинаикос | 15  | 14  | 20.7 | .516 | .500 | .846 | 1.9 | 1.2 | 1.8 | .3  | 6.1 | 7.1 |
| 2010–11† | Панатинаикос | 22  | 11  | 18.3 | .424 | .404 | .685 | 2.3 | 0.7 | .5  | .3  | 7.1 | 5.8 |
| 2011–12  | Панатинаикос | 11  | 5   | 15.5 | .395 | .333 | .500 | 1.5 | 0.7 | .4  | .2  | 3.7 | 1.6 |
| 2012–13† | Олимпијакос  | 31  | 1   | 16.6 | .398 | .299 | .760 | 2.4 | 1.0 | .5  | .1  | 5.8 | 4.8 |
| 2013–14  | Олимпијакос  | 22  | 10  | 20.2 | .458 | .462 | .850 | 2.8 | 1.2 | .7  | .0  | 9.9 | 9.2 |
| 2014–15  | Анадолу Ефес | 27  | 20  | 23.9 | .387 | .344 | .868 | 3.7 | 1.3 | .9  | .2  | 9.8 | 9.2 |
| 2015–16  | Барселона    | 29  | 25  | 22.0 | .417 | .379 | .706 | 3.1 | 1.1 | .6  | .2  | 8.3 | 7.6 |
| 2016–17  | Барселона    | 22  | 15  | 21.0 | .395 | .358 | .682 | 3.1 | 1.5 | .7  | .2  | 6.4 | 6.5 |
| Каријера | Каријера     | 187 | 109 | 19.3 | .425 | .374 | .770 | 2.6 | 1.0 | .7  | .2  | 7.2 | 6.5 |